# Young Americans
Young Americans är ett album med David Bowie, utgivet 7 mars 1975. Det spelades in av i studion Sigma Sound i Philadelphia och Electric Ladyland i New York. I och med albumet fick Bowie sin första listetta i USA med låten "Fame" som skrevs tillsammans med John Lennon och gitarristen och bandmedlemmen Carlos Alomar. Även titelspåret blev en framgångsrik singel. Albumet markerade en ny inriktning för Bowie som nu definitivt lämnat glamrock bakom sig för att istället låta sig inspireras av afroamerikansk musik från tiden, soul, funk och disco. Han använde sig bland annat av funkgruppen Sly and the Family Stones gamle trummis Andy Newmark, och samskrev låten "Fascination" tillsammans med soulsångaren Luther Vandross. Vandross arrangerade också körerna på låtarna. Bowies intresse för dessa musikstilar kunde anas redan på det föregående livealbumet David Live. Han kallade själv sin musik för "plastic soul".
De två låtar som spelades in i Electric Studio, "Across the Universe" och "Fame" kom att ersätta de inplanerade låtarna "Who Can I Be Now?" och "It's Gonna Be Me" som 1991 utgavs på RykoDisc utgåva av albumet.

## Låtlista
Låtar där inget annat anges är skrivna av David Bowie.
1. "Young Americans" - 5:11
2. "Win" - 4:44
3. "Fascination" (David Bowie, Luther Vandross) - 5:45
4. "Right" - 4:15
5. "Somebody Up There Likes Me" - 6:30
6. "Across the Universe" (John Lennon, Paul McCartney) - 4:29
7. "Can You Hear Me" - 5:03
8. "Fame" (Carlos Alomar, David Bowie, John Lennon) - 4:16

Bonusspår på RykoDisc återutgivning:
9. "Who Can I Be Now?" - 4:36 (Previously unreleased track recorded from 1974)
10. "It's Gonna Be Me" - 6:27 (Previously unreleased track recorded from 1974)
11. "John, I'm Only Dancing Again" - 6:57 (Single A-side recorded 1974)

## Singlar
- "Young Americans"
- "Fame"

## Medverkande
- David Bowie - Sång, Gitarr, piano
- Carlos Alomar - Gitarr
- Mike Garson - piano
- David Sanborn - Altsax
- Willie Weeks - Bas (ej på "Across the Universe"  och "Fame")
- Andy Newmark - Trummor (ej på "Across the Universe"  och "Fame")
- Larry Washington - Congas
- Pablo Rosario - Slagverk
- Ava Cherry - Kör
- Robin Clark - Kör
- Luther Vandross - Kör

Endast medverkande på "Across the Universe"  och "Fame":
- John Lennon - Sång, Gitarr
- Earl Slick - Gitarr
- Emir Kassan - Bas
- Dennis Davis - Trummor
- Ralph McDonald - Slagverk
- Pablo Rosario - Slagverk
- Jean Fineberg - Kör
- Jean Millington - Kör

## Listplaceringar
| Lista (1975)   | Position            |
| -------------- | ------------------- |
| Danmark        | 14 (DR "Top 20")    |
| Finland        | 8                   |
| Frankrike      | 12                  |
| Japan          | 82 (Oricon)         |
| Kanada         | 17 (RPM)            |
| Norge          | 13 (VG-lista)       |
| Nya Zeeland    | 3                   |
| Storbritannien | 2 (UK Albums Chart) |
| Sverige        | 6* (Kvällstoppen)   |
| USA            | 9 (Billboard 200)   |